# Pseudicius punctatus
Pseudicius punctatus là một loài nhện trong họ Salticidae.
Loài này thuộc chi Pseudicius. Pseudicius punctatus được Brian John Marples miêu tả năm 1957.